# Державний художній музей Алтайського краю
Державний художній музей Алтайського краю (рос. Государственный художественный музей Алтайского края, до 1993 року — Алтайський крайовий музей образотворчих і прикладних мистецтв) — художній музей в місті Барнаул (Росія).
Розташований за адресою: проспект Леніна, 88. Однак у зв'язку з реконструкцією з 2012 року основна будівля закрита, експозиція тимчасово розміщена за адресою: вулиця Максима Горького, 16.

## Історія
Музей заснований 1959 року, але історія появи в Барнаулі художнього музею має давнішу історію. Відомий учений-винахідник і начальник Коливано-Воскресенських заводів на Алтаї Петро Козміч Фролов мав унікальну художньою колекцією, в яку входили картини багатьох відомих російських і західноєвропейських художників, серед яких кілька живописних творів пензля Рембрандта. Ці роботи поклали початок збіркам художнього відділу Алтайського краєзнавчого музею, створеного Фроловим 1823 року.
1920 року був відкритий Художній музей в будівлі колишньої церкви Дмитра Ростовського на площі Спартака. Колекція включала роботи таких художників, як К. C. Малевич, В. В. Кандинський, П. П. Кончаловський, А. В. Лентулов, О. В. Купрін, М. П. Кримов, М. Ф. Ларіонов; твори майстрів російської академічного живопису, а також фламандської школи, шкіл Пуссена, Рубенса, Ван Дейка. Цей музей проіснував недовго і в середині 1920-х років був закритий, а його колекція зникла.
Лише 6 лютого 1959 року Художній музей в Барнаулі був знову відкритий. Колекція музею створювалася на основі творів художнього відділу краєзнавчого музею, це перш за все роботи художників Барнаула XIX — початку XX століть, картини М. І. Авілова, П. П. Кончаловського, О. О. Осьмеркіна. Із запасників Міністерства культури в музей потрапили полотна А. Р. Менгса, Ф. М. Матвєєва, В. А. Тропініна, К. Є. Маковського, М. О. Ярошенко, О. І. Лактіонова. Крім того, комплектуванню музею допомагали Третьяковська галерея, Російський музей, Ермітаж, Історичний музей, Науково-дослідний музей Академії мистецтв СРСР, Павловський музей-заповідник, а також краєзнавчі музеї Алтаю.
Пізніше комплектуванням зборів займалися всі провідні співробітники музею, купуючи твори в приватних колекціях Москви, Петербурга, сибірських міст, з виставок і майстерень художників, в експедиціях по краю. Більше тисячі творів подаровані колекціонерами, художниками, жителями міста.
З 2003 року Художній музей виступає організатором фестивалю «Молодіжна палітра».
З 2012 року в музеї почалася реконструкція, яка повинна була закінчиться у другій половині 2015 року. Однак станом на початок 2017 року будинок музею ще закритий, роботи в ньому призупинені. На офіційному сайті музею вказана нова дата завершення робіт — 2021 рік. Через реконструкцію музей переїхав в будівлю за адресою: вулиця Максима Горького, будинок 16.

## Колекції
- Православне мистецтво

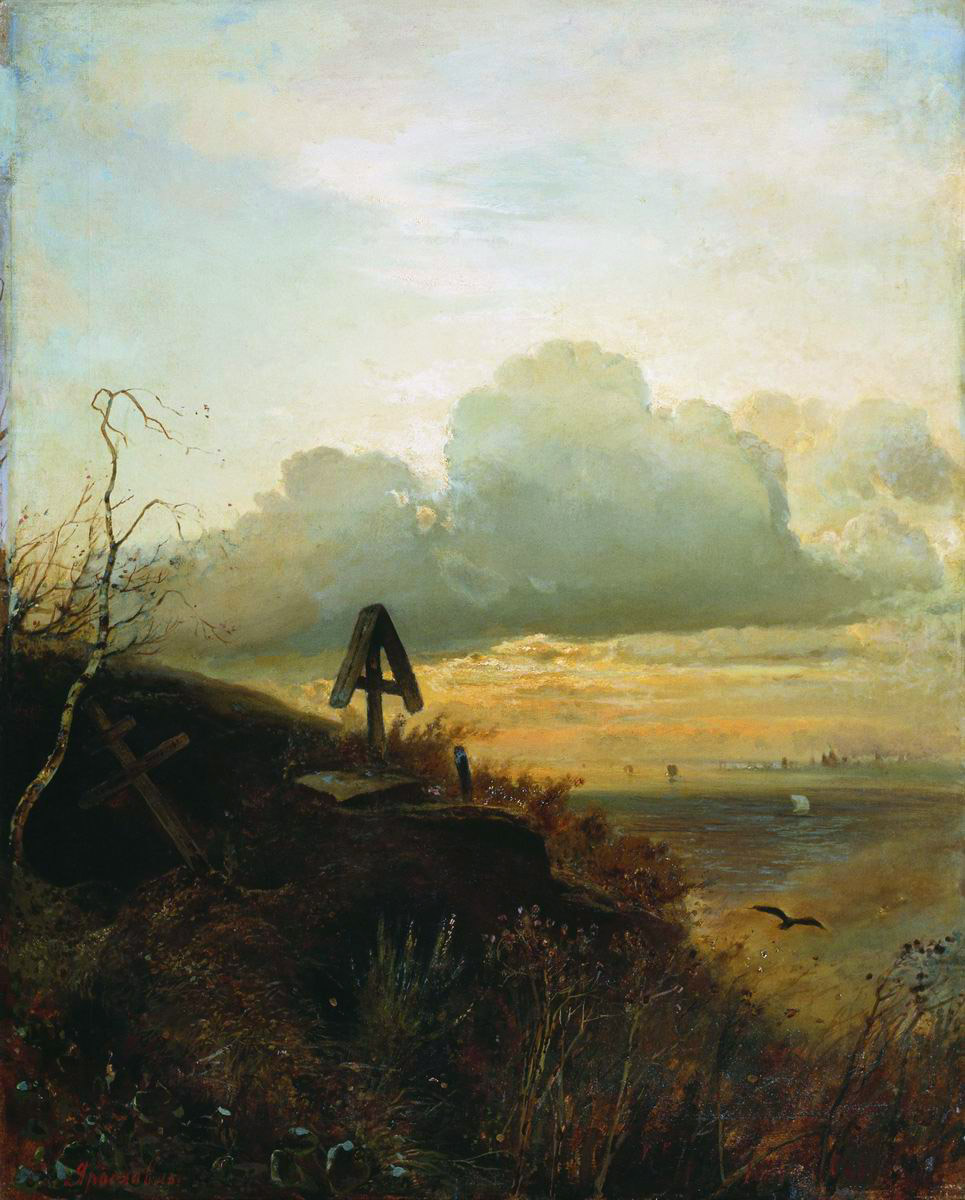
Олексій Саврасов. «Могила на Волзі»

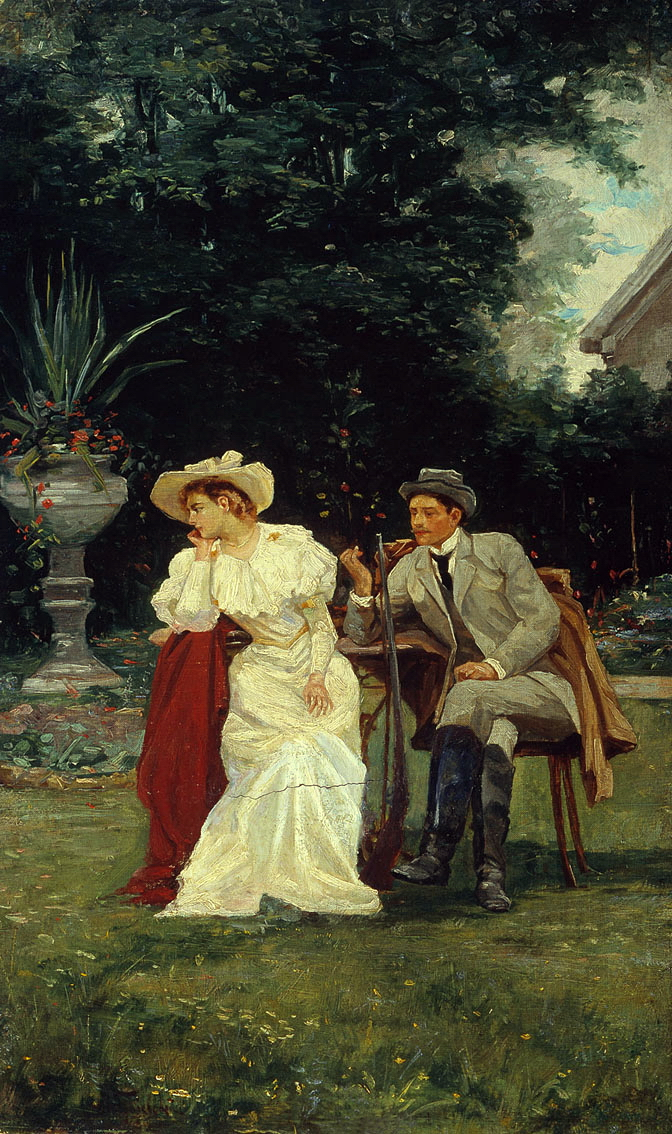
Микола Бодаревський. «Захоплюючі розмови»

  - Іконопис (близько 300 ікон XVI — початку XX століть)
  - Мідне лиття (близько 250 експонатів — мідні хрести, ікони, складні)
  - Стародруки (29 примірників, у тому числі Благовісне Євангеліє 1600 року)
- Російське мистецтво XVIII — початку XX століть
  - Живопис (170 творів, у тому числі портрети та роботи побутового жанру В. А. Тропініна, І. М. Крамського, В. Є. і К. Є. Маковських, С. А. і К. А. Коровіних, М. П. Богданова-Бельського, пейзажі І. І. Шишкіна, О. К. Саврасова, В. Д. Полєнова, І. І. Левітана)
  - Графіка (близько 300 гравюр, акварелей та малюнків)
  - Скульптура (близько 20 експонатів, у тому числі роботи М. І. Козловського, Ф. П. Толстого, Є. О. Лансере, М. М. Антокольського, П. П. Трубецького, А. С. Голубкиной)
  - Декоративно-ужиткове мистецтво (близько 70 одиниць зберігання)
- Російське мистецтво XX—XXI століть
  - Живопис (роботи провідних майстрів Москви, Санкт-Петербурга та інших художніх центрів країни, у тому числі картини П. П. Кончаловського і І. Е. Грабаря, А. В. Лактіонова і Ю. І. Піменова, Е. В. Попкова і Є. Є. Моісеєнко)
  - Графіка (понад п'ять тисяч експонатів, у тому числі роботи В. А. Фаворського, О. І. Кравченко, Є. А. Кибрика, І. М. Кузьмінскіса, Б. А. Успенського та ін.)
  - Скульптура (роботи відомих майстрів: Г. Д. Лаврова, Ю. Л. Чернова, В. П. Мокроусова, С. С. Казанцева, Р. Шеріфзянова, О. Закоморного та інших)
  - Декоративно-ужиткове мистецтво (декоративний посуд, художнє скло, твори алтайських майстрів — Володимира Муратова і Володимира Горіславцева, Людмили та Дмитра Шушканових, Юрія Капустіна, а також майстрів Уралу і Сибіру)
- Перші художники Алтаю (перша половина XX століття)
  - Живопис (твори першого національного алтайського художника Г. І. Чорос-Гуркіна (понад 100 робіт), барнаульця А. О. Нікуліна, який приїхав на Алтай 1918 року (близько 80 робіт), А. Н. Борисова (більше 20 робіт))
  - Графіка (етнографічні замальовки і акварелі Г. І. Гуркіна (більше 1500 малюнків), шляхові замальовки та ескізи декорацій А. Н. Борисова, ескізи і натурні малюнки А. О. Нікуліна, М. І. Курзіна, В. Н. Гуляєва).
  - Скульптура (роботи С. Р. Надольського і Д. Ф. Цапліна, який працював на Алтаї в роки Другої світової війни)
- Мистецтво Алтаю (друга половина XX століття — ХХІ століття)
  - Живопис (класики алтайського мистецтва Г. Ф. Борунов, М. Я. Будкеев, М. Д. Ковєшнікова, Н. П. Іванов, Ф. С. Торхов, В. А. Зотєєв і ін., художники наступних поколінь: Б. Ф. Терещенко, А. В. Арестов та ін.)
  - Графіка (головним жанром сучасної алтайської графіки є пейзаж. Його ліричне втілення досягається за допомогою різноманітних графічних технік: акварелі (А. А. Югаткін), ліногравюри (А. Г. Вагін), офорту (Ю. Б. Кабанов, В. П. Туманов)).
  - Скульптура (домінуючим жанром є портрет, провідними представниками цього жанру є П. Л. Миронов, М. А. Кульгачьов, В. Ф. Рубльов і Л. В. Рубльова)
  - Декоративно-ужиткове мистецтво (роботи з художнього скла В. С. Муратова, декоративні емалі В. С. Муратова і Ю. Н. Капустіна та вироби з кераміки В. Н. Горіславцева, Ю. Н. Капустіна та Е. Е. Скурихина)
- Народне мистецтво
  - Народне мистецтво Алтаю (понад 700 одиниць зберігання, розпис та різьба по дереву, старовинний керамічний посуд і побутове начиння)
  - Народні художні промисли Росії (зразки знаменитої богородської, димківської, філімоновської іграшки, матрьошки кінця XIX-XX ст., розписне мистецтво Хохломи, яскраві лаки Федоскина і Палеха, біло-блакитна кераміка Гжели, мальовничі підноси Жостова і Нижнього Тагілу, а також різьблення по дереву, каменю, ювелірні прикраси, візерункова вишивка)

## Галерея

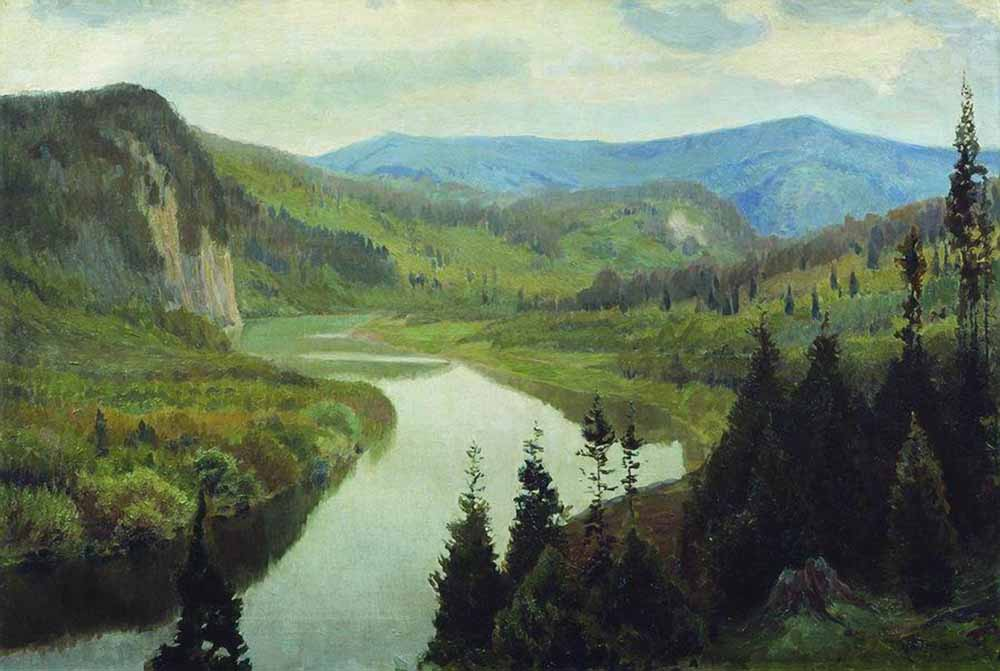
Василь Перепльотчиков. «Урал»
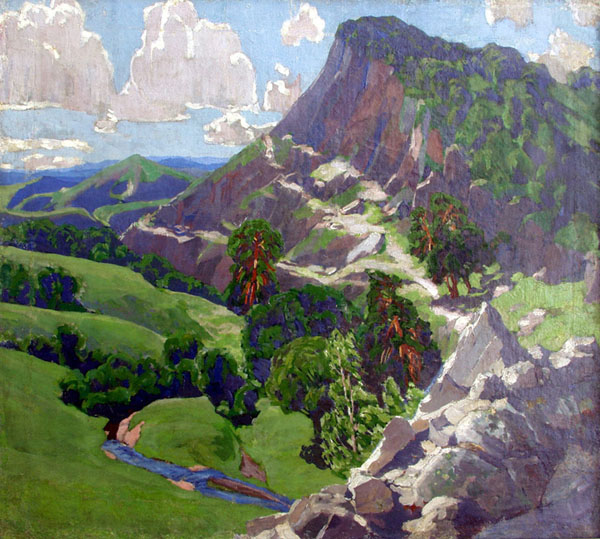
Микола Шулпінов. «Гірський пейзаж»
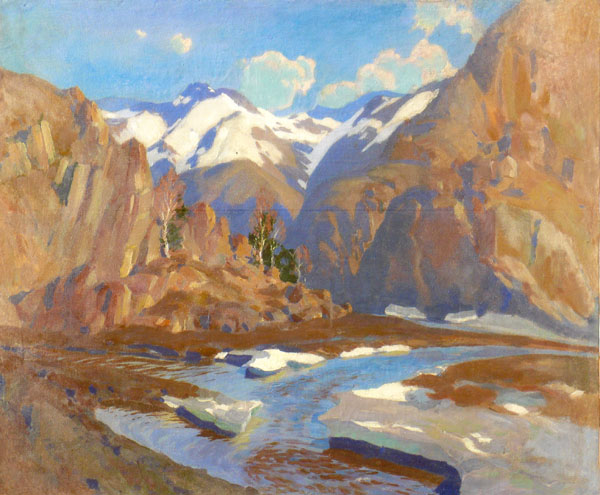
Микола Шулпінов. «Весна в горах»
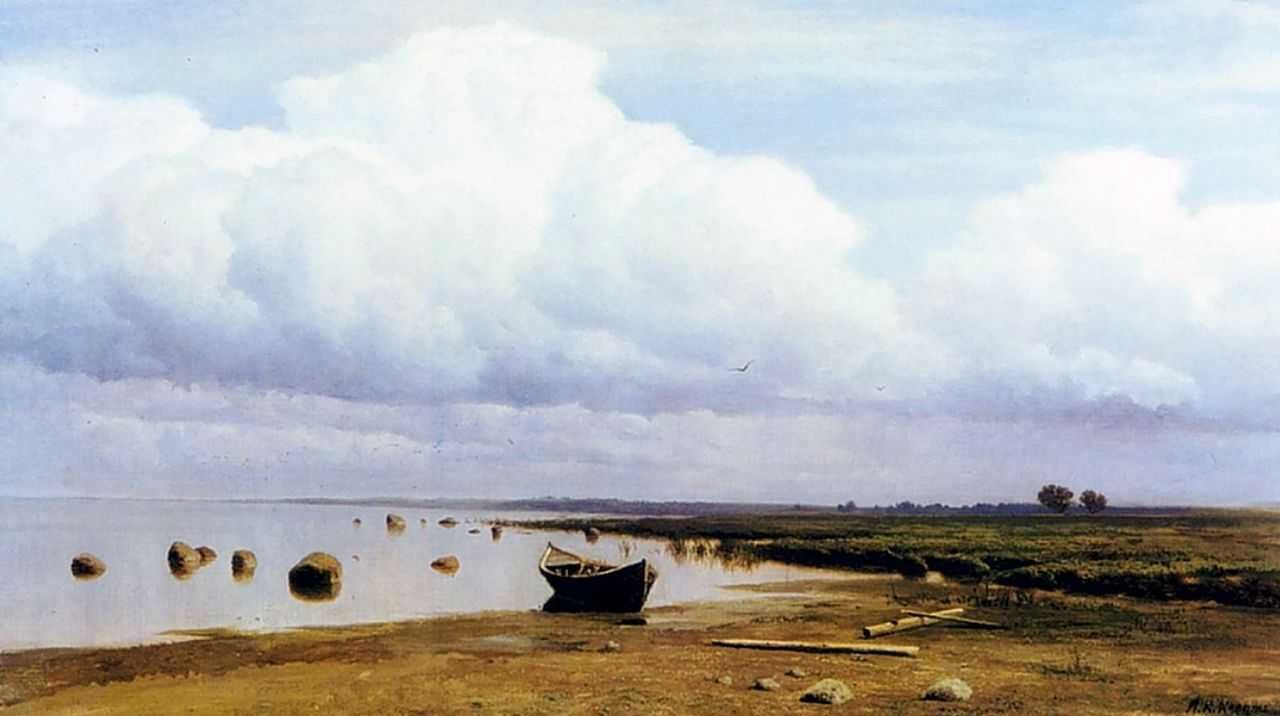
Михайло Клодт. «Берег Фінської затоки»